# Avery Schreiber
Avery Lawrence Schreiber (9 de abril de 1935 - 7 de enero de 2002) fue un actor y comediante de nacionalidad estadounidense, activo en el teatro, el cine y la televisión.

## Biografía
Nacido en Chicago, Illinois, sus padres eran Minnie Shear y George Schreiber. Inició su carrera artística en el Teatro Goodman de Chicago. Formó parte de la compañía The Second City y más tarde colaboró con Jack Burns, formando el dúo Burns and Schreiber, grabando varios discos de humor y actuando en numerosos shows televisivos. En el verano de 1973 presentó el show humorístico de ABC The Burns and Schreiber Comedy Hour.
Schreiber es recordado por sus anuncios comerciales de la marca Doritos en la década de 1970, así como por sus actuaciones en programas televisivos clásicos. Era fácilmente reconocible por su mostacho, su pelo rizado y sus reacciones cómicas.
En 1965 Schreiber hizo el papel de Capitán Manzini en My Mother the Car, y fue colaborador regular del programa Chico and the Man. También participó con frecuencia en el concurso Match Game, y fue invitado a un episodio de la primera temporada de El Show de los Muppets (escrito por su antiguo compañero, Jack Burns).
Schreiber siguió trabajando en el cine, la televisión y el teatro, así como enseñando técnicas de teatro improvisacional a miles de estudiantes hasta el momento de su muerte, dando clases magistrales en The Second City en Chicago y Los Ángeles.
En 1994 Schreiber sufrió un infarto agudo de miocardio, complicación de una diabetes. Aunque sobrevivió a la cirugía de triple bypass, nunca llegó a recuperarse totalmente. Finalmente falleció a causa de otro infarto en 2002 en el centro Médico Cedars-Sinai de Los Ángeles, California. En el momento de su muerte residía en Los Ángeles. Sus restos fueron incinerados.
En 2003 se fundó el Teatro Avery Schreiber en el distrito de North Hollywood, en Los Ángeles.

## Filmografía
| Año  | Film                                      | Papel   |
| ---- | ----------------------------------------- | ------- |
| 1967 | Our Place                                 |         |
| 1969 | Don't Drink the Water                     | Sultan  |
| 1969 | The Monitors                              |         |
| 1971 | Story Theatre                             |         |
| 1971 | Escape                                    |         |
| 1972 | Deadhead Miles                            |         |
| 1972 | Second Chance                             |         |
| 1973 | Southern Double Cross                     |         |
| 1974 | The Harlem Globetrotters Popcorn Machine  |         |
| 1975 | Sammy and Company                         |         |
| 1975 | Ben Vereen... Comin' at Ya                |         |
| 1976 | Swashbuckler                              | Pulaski |
| 1977 | Sha Na Na                                 |         |
| 1977 | Don't Push, I'll Charge When I'm Ready    |         |
| 1977 | Lindsay Wagner: Another Side of Me        |         |
| 1977 | The Last Remake of Beau Geste             |         |
| 1978 | Christmas at Walt Disney World            |         |
| 1979 | Scavenger Hunt                            |         |
| 1979 | The Concorde ... Airport '79              |         |
| 1979 | Flatbed Annie & Sweetiepie: Lady Truckers |         |
| 1980 | Avery Schreiber Live From the Second City |         |
| 1980 | More Wild Wild West                       |         |
| 1980 | Steve Martin: All Commercials             |         |
| 1980 | Loose Shoes                               |         |
| 1980 | Galaxina                                  |         |
| 1980 | Silent Scream                             |         |
| 1981 | El cavernícola                            | Ock     |
| 1983 | Jimmy the Kid                             |         |
| 1984 | Cannonball Run II                         |         |
| 1985 | Shadow Chasers                            |         |
| 1986 | Outlaws                                   |         |
| 1987 | Hunk                                      |         |
| 1988 | Saturday the 14th Strikes Back            |         |
| 1990 | Wake, Rattle & Roll                       |         |
| 1993 | Animaniacs - Beanie                       |         |
| 1993 | Robin Hood: Men in Tights                 |         |
| 1993 | Animaniacs                                |         |
| 1995 | Dracula: Dead and Loving It               |         |
| 1997 | The Lay of the Land                       |         |
| 1998 | The Russian Room                          |         |
| 2000 | Pedestrian                                |         |
| 2000 | Rebel Yell                                |         |
| 2001 | Dying On the Edge                         |         |

### Trabajo televisivo
| Año  | Programa                                 | Papel                                 |
| ---- | ---------------------------------------- | ------------------------------------- |
| 1965 | My Mother the Car                        | Capitán Bernard Manzini               |
| 1973 | The Burns and Schreiber Comedy Hour      |                                       |
| 1974 | The Harlem Globetrotters Popcorn Machine | Mr. Evil                              |
| 1976 | The Rockford Files                       | Azie Boyajian                         |
| 1976 | El Show de los Muppets                   |                                       |
| 1979 | Los Dukes de Hazzard                     | Wendel (Episodio 1:13 - Double Sting) |
| 1981 | Los Pitufos                              |                                       |
| 1984 | Faerie Tale Theatre Pinocchio            | Barquero                              |
| 1985 | Pound Puppies                            | Tubbs                                 |
| 1987 | Don Gato y su pandilla en Beverly Hills  | Benito Bodoque                        |
| 1988 | Un cachorro llamado Scooby-Doo           | Voces adicionales                     |